# Cataclysta
Cataclysta är ett släkte av fjärilar som beskrevs av Jacob Hübner 1825. Cataclysta ingår i familjen mott.

## Bildgalleri

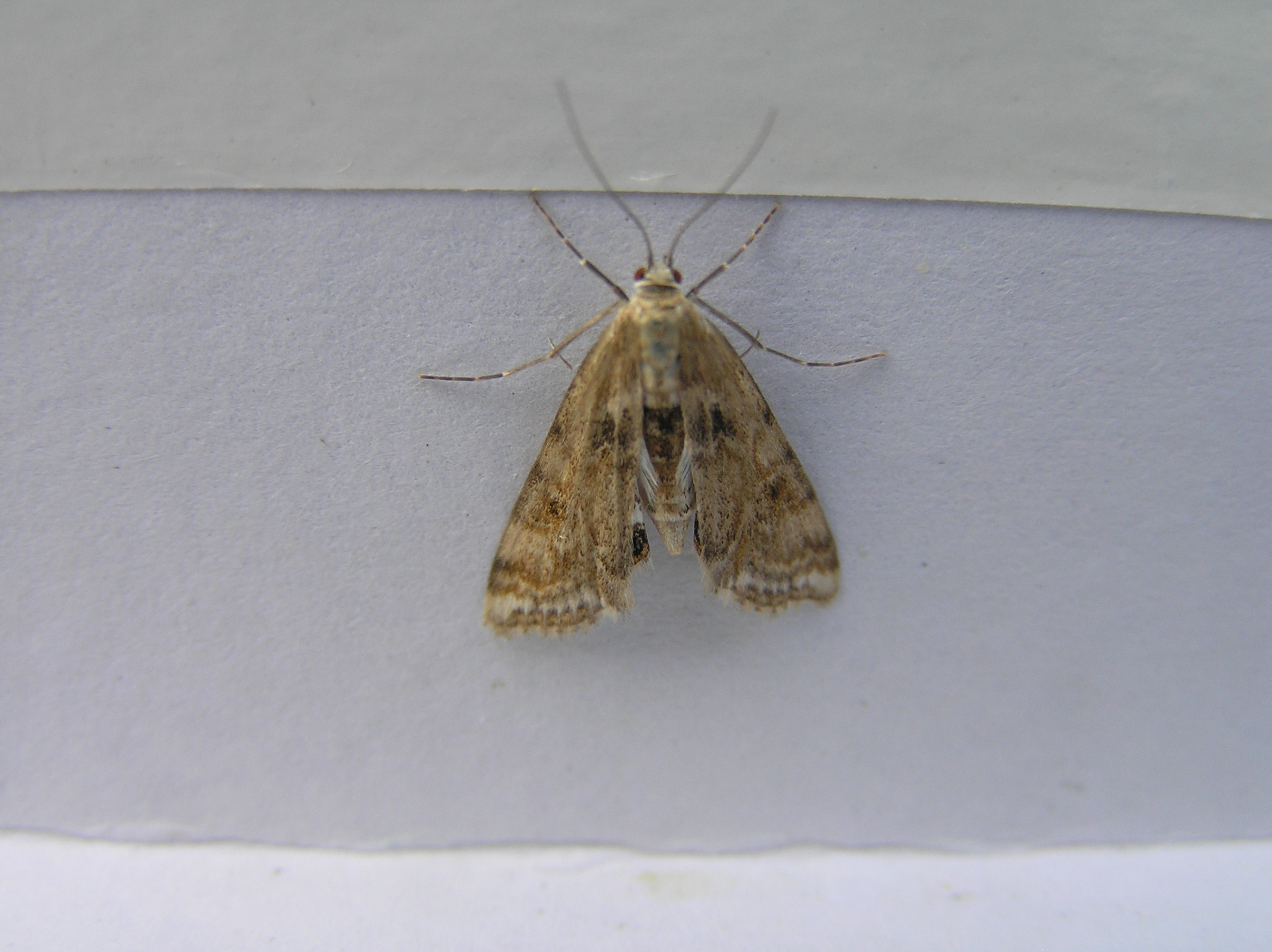

## Dottertaxa tillCataclysta, i alfabetisk ordning[1][2]
- Cataclysta aclistalis
- Cataclysta actoralis
- Cataclysta acuminatalis
- Cataclysta albana
- Cataclysta albidentata
- Cataclysta albifulvalis
- Cataclysta alvealis
- Cataclysta amboinalis
- Cataclysta angulata
- Cataclysta anicitalis
- Cataclysta argyrochrysalis
- Cataclysta atriterminalis
- Cataclysta azadasalis
- Cataclysta betrokalis
- Cataclysta bromachalis
- Cataclysta bronchalis
- Cataclysta brunneospersa
- Cataclysta cabimalis
- Cataclysta callichromalis
- Cataclysta chalcitis
- Cataclysta chionostola
- Cataclysta compactalis
- Cataclysta complicatalis
- Cataclysta confirmata
- Cataclysta confusalis
- Cataclysta cronialis
- Cataclysta cumalis
- Cataclysta cyanolitha
- Cataclysta darsanialis
- Cataclysta dasymalis
- Cataclysta dialitha
- Cataclysta diehlalis
- Cataclysta divulsalis
- Cataclysta drusiusalis
- Cataclysta erebenna
- Cataclysta euclidialis
- Cataclysta glycerialis
- Cataclysta guenealis
- Cataclysta haematera
- Cataclysta hexalitha
- Cataclysta ilialis
- Cataclysta infuscatalis
- Cataclysta iolepta
- Cataclysta lampetialis
- Cataclysta lemnata
- Cataclysta leroii
- Cataclysta mangholdalis
- Cataclysta marginipuncta
- Cataclysta melatornalis
- Cataclysta meropalis
- Cataclysta minimalis
- Cataclysta miralis
- Cataclysta mollitalis
- Cataclysta nigristriata
- Cataclysta nyasalis
- Cataclysta obliquifascia
- Cataclysta ochracea
- Cataclysta ochrealis
- Cataclysta opulentalis
- Cataclysta orbicula
- Cataclysta paroalis
- Cataclysta parvalis
- Cataclysta pericompsa
- Cataclysta perirrorata
- Cataclysta perlalis
- Cataclysta phocosalis
- Cataclysta pigrissima
- Cataclysta plusialis
- Cataclysta polyrrapha
- Cataclysta pomperialis
- Cataclysta psathyrodes
- Cataclysta pulcherialis
- Cataclysta pusillalis
- Cataclysta queenslandica
- Cataclysta repetitalis
- Cataclysta romanalis
- Cataclysta sambesica
- Cataclysta suffuscalis
- Cataclysta sumptuosalis
- Cataclysta tanakafyralis
- Cataclysta templalis
- Cataclysta tessallalis
- Cataclysta trilinealis
- Cataclysta trimacula
- Cataclysta tripunctalis
- Cataclysta uliginata
- Cataclysta unilinealis
- Cataclysta vacuolata
- Cataclysta zambesica
- Cataclysta zelota